# Купець

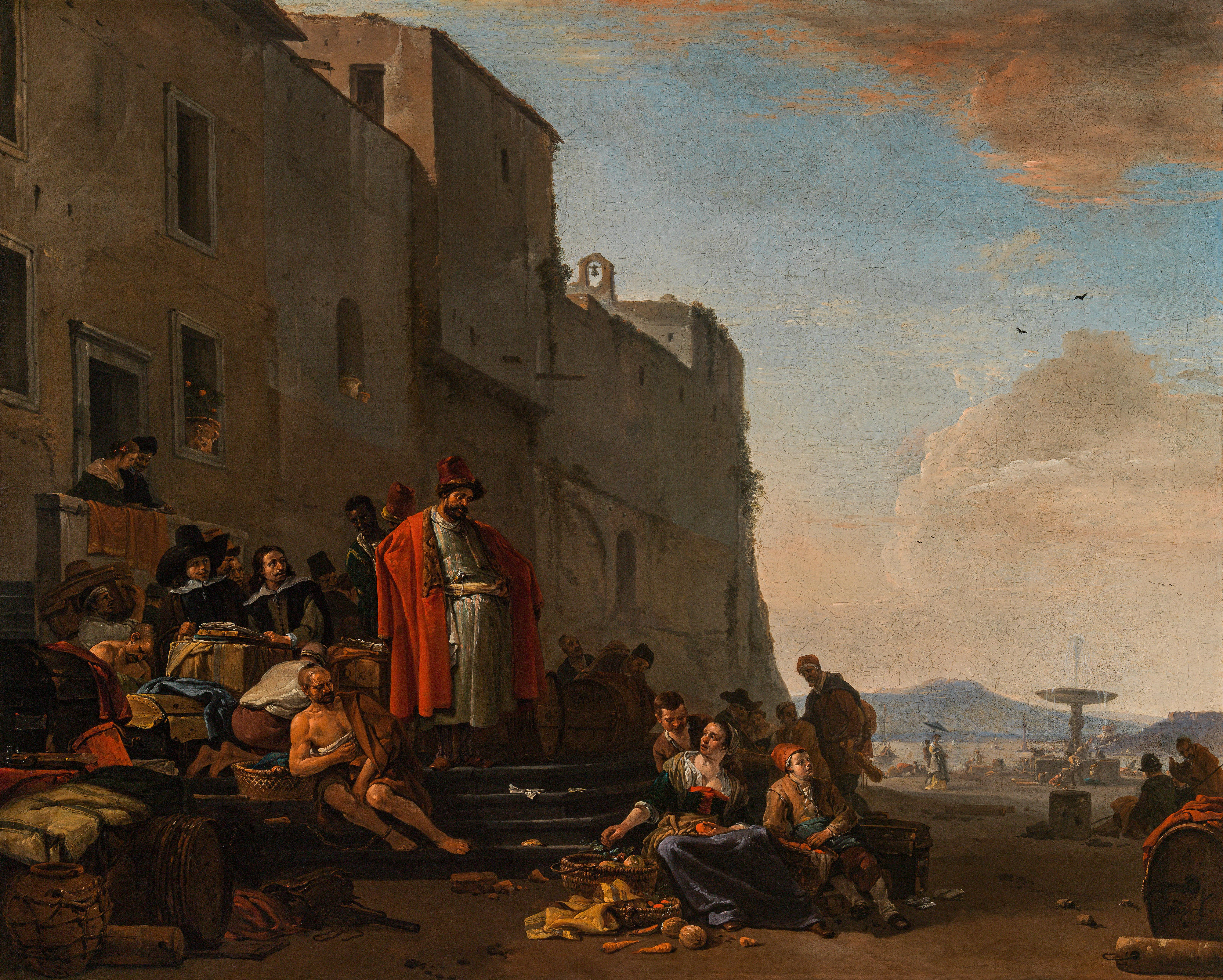
Картина Томаса Вейка. «Торговці в південному порту», XVII ст.

Купе́ць — людина (торговець), зайнятий у сфері торгівлі, купівлі-продажу. Професія купця на Русі відома з VI ст., а у XII столітті купці вже об'єднувалися у власні корпорації. На перших порах купці були мандрівними, згодом же стали осідати в населених пунктах, де відбувався найбільший товарообмін. Купчиха — дружина купця, або жінка, записана в купецьку гільдію. Дружини купців були, як правило, молодші чоловіків. Були широко поширені міжстанові шлюби. У першій половині XIX століття а купці почали частіше одружуватися на міщанках, а кількість внутрішньостанових шлюбів зросла до 20—30 відсотків.
В Україні протягом 1816—1856 років чисельність купців усіх гільдій збільшилася з 18,2 до 104,4 тисячі. Одночасно зростали суми їхніх капіталів. Купецтво в Україні за своїм національним складом було неоднорідним (крім українців — росіяни, євреї, поляки, вірмени та інші).
Після жовтневого перевороту 1917 року купецтво, як соціальний стан було скасоване, багато його представників зазнали репресій.